# مرفقية حمراء
مرفقية حمراء (الاسم العلمي: Rhodopechys)، جنس عصافير يحتوي على النوعين التاليين
| الصورة | الاسم العلمي           | الاسم الشائع                  | التوزيع               |
| ------ | ---------------------- | ----------------------------- | --------------------- |
|        | Rhodopechys sanguineus | عصقور القرمزي الآسيوي المجنح  | من تركيا إلى باكستان. |
|        | Rhodopechys alienus    | عصفور القرمزي الأفريقي المجنح | المغرب والجزائر.      |

:
لقد تبين أن عصفور الصحراء، Carduelis obsoleta (المعروف سابقًا باسم Rhodopechys obsoleta)، ينتمي إلى جُنيس Chloris في جنس الحسونيات كما يتضح من تسلسل الحمض النووي والتغاريد ونمط تخطيط العين؛ يرتبط ارتباطًا وثيقًا بالحسون الأخضر (زامورا وآخرون ، 2006). انظر تقرير الأنواع للحصول على التفاصيل.

## روابط خارجية
- Rhodopechys videos, photos and sounds on the Internet Bird Collection